# Brigitte Devésa
Pour les articles homonymes, voir Devésa.
Brigitte Devésa, née le 3 mars 1960 à Oran, est une femme politique française. Elle est conseillère municipale d'Aix-en-Provence entre 2008 et 2014, adjointe au maire de Maryse Joissains dans la même commune, de 2014 à 2020, vice Présidente du conseillère départementale des Bouches-du-Rhône de 2015 à 2021 et devient sénatrice en juillet 2021.

## Parcours politique
Brigitte Devésa est née à Oran le 3 mars 1960. Elle a travaillé à l’université d’Aix-Marseille 3 et à l’IUT d’Aix-en-Provence, où elle a enseigné l’économie, le droit et le marketing international. Elle a également été directrice d'un centre de formation. 
Elle est membre de l'Union des Démocrates et Indépendants. 

### Conseil municipal d'Aix-en-Provence
Elle est élue conseillère municipale pour la première fois en 2008, dans l'opposition à la maire de l'époque, Maryse Joissains-Masini. Elle rejoint néanmoins la majorité de cette dernière en 2013. Elle a ensuite été réélue sur la liste gagnante en 2014, et devient adjointe à la maire chargée de l'éducation, de la jeunesse, et de la petite enfance. Elle redevient ensuite simple conseillère municipale en 2020. 

### Conseil départemental des Bouches-du-Rhône
Elle est élue en 2015 conseillère départementale des Bouches-du-Rhône dans le canton no 1 d'Aix-en-Provence en binôme avec Jean-Pierre Bouvet, pour l'union de la droite et du centre, avec le soutien de Maryse Joissains. Martine Vassal, présidente du département, lui confie la délégation de la PMI, de l'Enfance, de la Santé et de la Famille. 
En 2021, elle perd son siège lors des élections départementales. En effet, elle ne parvient pas à franchir le premier tour en binôme avec Michael Zazoun. C'est un binôme La République en Marche qui récupère le canton.

### Sénat
Lors des élections sénatoriales de 2020, Brigitte Devésa figure en quatrième position sur la liste d'union de la droite conduite dans les Bouches-du-Rhône par Patrick Boré. Celle-ci n'obtient que trois sièges. 
En juillet 2021, à la suite du décès de Patrick Boré,,, Brigitte Devésa entre au Sénat. 
À sa fondation en 2025, elle prend la présidence de l'Association des amis du Félibrige au Sénat.

## Publications
- Brigitte Devésa, co-écrit avec Sophie Richard-Lanneyrie, Les clés du marketing international, Chambéry, le Génie des glaciers, 2010
- Brigitte Devésa, co-écrit avec Sophie Richard-Lanneyrie, Exercices de marketing international, Chambéry, le Génie des glaciers, 2013  (ISBN 9782843478710)